# Bistum Segorbe-Castellón de la Plana
Das Bistum Segorbe-Castellón de la Plana (lat.: Dioecesis Segobricensis-Castellionensis) ist eine in Spanien gelegene römisch-katholische Diözese mit Sitz in Segorbe.

## Geschichte
Das Bistum Segorbe-Castellón de la Plana wurde im 6. Jahrhundert als Bistum Segorbe errichtet. Am 18. März 1258 wurde dem Bistum Segorbe das Bistum Albarracín angegliedert. Das Bistum Segorbe-Albarracín wurde am 9. Juli 1492 dem Erzbistum Valencia als Suffraganbistum unterstellt. Am 21. Juli 1577 wurde das Bistum Segorbe-Albarracín in die Bistümer Segorbe und Albarracín geteilt. Das Bistum Segorbe wurde am 31. Mai 1960 in Bistum Segorbe-Castellón de la Plana umbenannt.

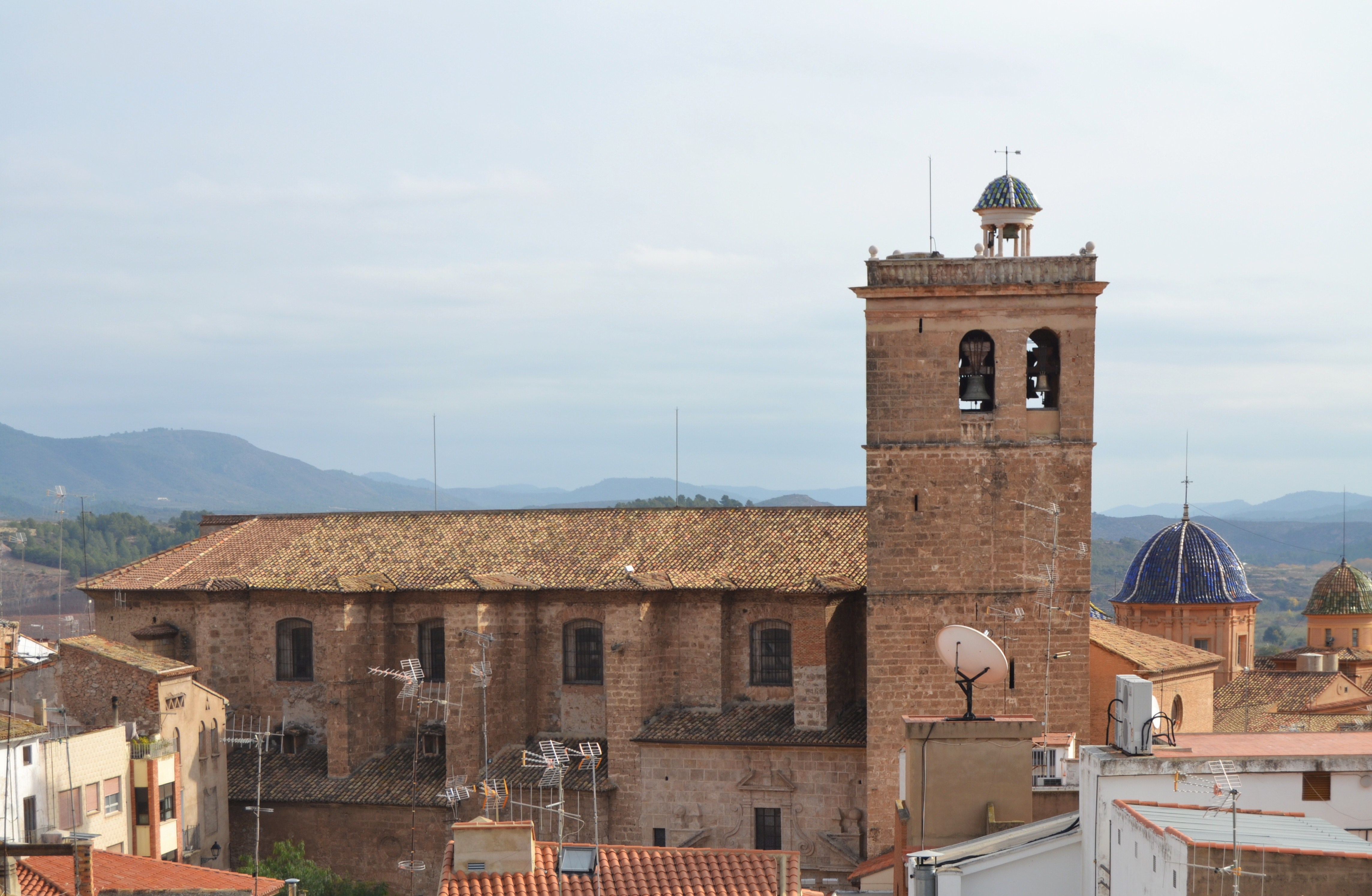
Kathedrale Santa María in Segorbe
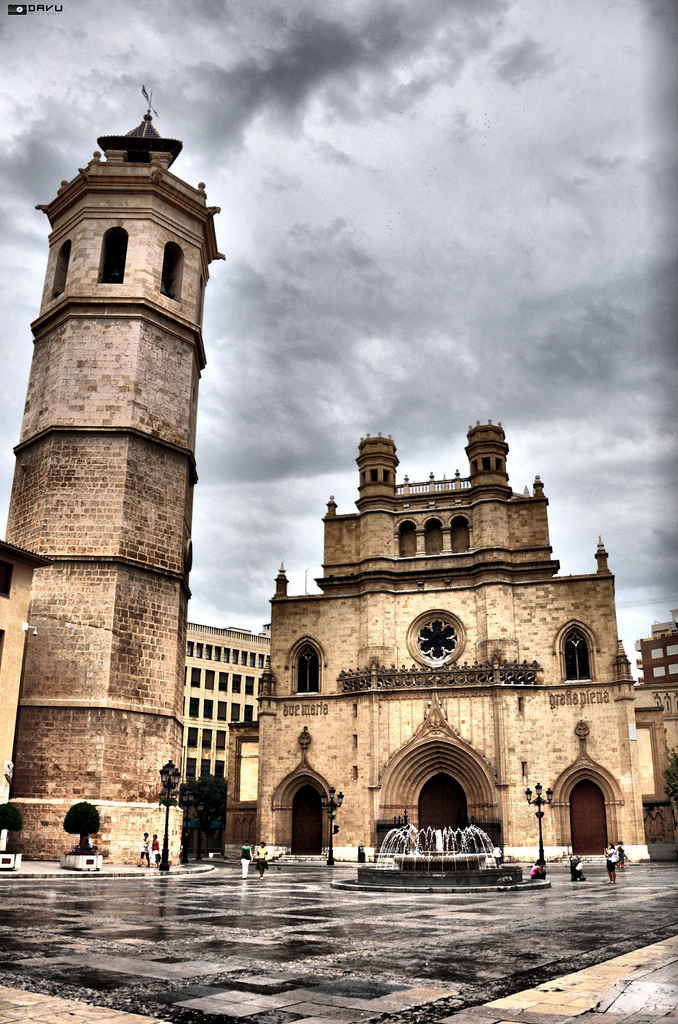
Konkathedrale Santa María mit dem Glockenturm El Fadrí in Castellón